# Jimmy Hertel
Jimmy Hertel (* 1. Januar 1992 in Memmingen) ist ein deutscher Eishockeytorwart, der zuletzt bei den Bietigheim Steelers in der DEL2 unter Vertrag stand.

## Karriere
Jimmy Hertel begann seine Karriere als Eishockeyspieler in seiner Heimatstadt in der Nachwuchsabteilung des ECDC Memmingen. Von dort wechselte er 2007 zur Juniorenmannschaft der Rote Teufel Bad Nauheim, für die er in neun Spielen in der Jugend-Bundesliga auflief, ehe er die folgenden dreieinhalb Jahre bei den Eisbären Juniors Berlin in der Deutschen Nachwuchsliga verbrachte. In der Saison 2009/10 kam der Torwart parallel zudem zu seinem ersten Einsatz im Seniorenbereich für den FASS Berlin aus der viertklassigen Eishockey-Regionalliga. Beim FASS stand er in den folgenden beiden Jahren als Leihspieler regelmäßig in der drittklassigen Eishockey-Oberliga zwischen den Pfosten. Parallel hatte er in der Saison 2011/12 bei den Hamburg Freezers aus der Deutschen Eishockey Liga unter Vertrag gestanden, blieb dort jedoch ohne Einsatz.
Zur Saison 2012/13 wurde Hertel von den Nürnberg Ice Tigers verpflichtet, für deren Profimannschaft er am 14. Oktober 2012 beim 3:2-Auswärtssieg bei den Krefeld Pinguinen sein DEL-Debüt gab, als er in der Schlussminute für den Stammtorwart Tyler Weiman eingewechselt wurde. Zudem wurde er für die Spielzeit mit einer Förderlizenz für die Tölzer Löwen aus der Eishockey-Oberliga ausgestattet. In der Saison 2013/2014 wechselte er zum EHC Red Bull München, bei denen er keinen Pflichtspiel-Einsatz absolvierte und stattdessen mit einer Förderlizenz in der Oberliga Nord für die Hannover Indians spielte. In der Folgesaison – als er in Diensten der Grizzly Adams Wolfsburg stand – wurde er an die Hannover Scorpions ausgeliehen, bevor er in der Saison darauf gänzlich zu diesen wechselte. Zudem kam er zu einigen Einsätzen bei den Kassel Huskies in der DEL2.
Nach der Saison 2015/16 weckte er die Aufmerksamkeit anderer Vereine der Liga und schloss sich schließlich nach der Vorbereitungszeit für die Saison 2016/17, welche er noch bei den Lausitzer Füchsen absolvierte, aus familiären Gründen den Towerstars aus Ravensburg an und stand dort zwei Spieljahre unter Vertrag. Im Sommer 2018 ging er zum EHC Freiburg, wo er mit starken Leistungen maßgeblich zum Klassenerhalt der Wölfe beitrug. Die folgende Saison verbrachte er bei den Löwen Frankfurt, für die er 23 Spiele absolvierte und bei 2,91 Gegentoren auf eine Fangquote von 90,6 % kam. Im Mai 2020 wechselte er innerhalb der DEL2 zu den Bietigheim Steelers, kam auf insgesamt 26 Einsätze für die Steelers und gewann mit diesen die DEL2-Meisterschaft. Nach diesem Erfolg erhielt er keine Vertragsverlängerung bei den Steelers.

### International
Für Deutschland nahm Hertel an der U20-Junioren-Weltmeisterschaft der Division IA 2012 teil.

## Erfolge und Auszeichnungen
- 2012 Aufstieg in die Top-Division bei der U20-Junioren-Weltmeisterschaft der Division IA
- 2014 Torhüter des Jahres Oberliga Nord
- 2015 Meister der Oberliga Nord
- 2021 DEL2-Meister mit den Bietigheim Steelers